# 大同 (薛幹臣)
大同（1929年4月）是中華民國時期江蘇北部宿遷、邳、睢陽三縣小刀會使用的年號。1929年4月12日小刀會會首胡幹臣、薛幹臣等人在窰灣張家集起事，自立大同国和大同军，改民國十八年為大同元年。14日，江蘇省警備隊捕殺薛幹臣。15日，軍隊馳赴鎮壓，刀會潰散，4月下旬平定。

## 西曆紀元對照表
| 大同     | 元年     |
| -------- | -------- |
| 西元     | 1929年   |
| 民國紀年 | 民國18年 |
| 干支     | 己巳     |

## 同期存在的其他政權年號及紀年
- 中國
  - 中華民國（1912年1月1日起）：中華民國紀年
  - 熙順（1929年）：馬士偉之年號
- 越南
  - 保大（1926年－1945年）：阮朝—阮福晪之年號
- 日本
  - 昭和（1926年－1989年）：昭和天皇之年號